# La Chapelle-Saint-Jean
Pour les articles homonymes, voir La Chapelle et Saint-Jean.
La Chapelle-Saint-Jean est une commune française située dans le département de la Dordogne, en région Nouvelle-Aquitaine.

## Géographie

### Généralités
Dans l'est du département de la Dordogne, en Périgord central, la commune de La Chapelle-Saint-Jean est arrosée par le ruisseau de la Chapelle, un affluent du Taravellou.
Le petit bourg de La Chapelle-Saint-Jean, à l'écart des routes principales, se trouve par la route à plus d'un kilomètre de la route départementale (RD) 62E3, et à près de trois kilomètres de la RD 704. Il se situe, en distances orthodromiques, sept kilomètres au sud de Hautefort, dix kilomètres au nord-est de Thenon et treize kilomètres au nord-ouest de Terrasson-Lavilledieu.

### Communes limitrophes
La Chapelle-Saint-Jean n'est limitrophe que de trois autres communes. Au nord-ouest, le territoire de Granges-d'Ans est distant de moins de 800 mètres.
|              | Nailhac                |         |
|              | La Chapelle-Saint-Jean |         |
| Saint-Rabier |                        | Châtres |

### Géologie et relief

#### Géologie
Situé sur la plaque nord du Bassin aquitain et bordé à son extrémité nord-est par une frange du Massif central, le département de la Dordogne présente une grande diversité géologique. Les terrains sont disposés en profondeur en strates régulières, témoins d'une sédimentation sur cette ancienne plate-forme marine. Le département peut ainsi être découpé sur le plan géologique en quatre gradins différenciés selon leur âge géologique. La Chapelle-Saint-Jean est située dans le deuxième gradin à partir du nord-est, un plateau formé de roches calcaires très dures du Jurassique que la mer a déposées par sédimentation chimique carbonatée, en bancs épais et massifs.
Les couches affleurantes sur le territoire communal sont constituées de roches sédimentaires datant du Cénozoïque, du Mésozoïque et du Paléozoïque, ainsi que de roches métamorphiques. La formation la plus ancienne, notée tfρ3, est constituée de grès de Thiviers et d'ardoises d'Allassac, des métatufs rhyodacitiques à chlorite et métagrauwackes, séricitoschistes intercalés (Cambrien moyen à supérieur). La formation la plus récente, notée g1a, est la formation de Boisbreteau moyen et la formation de la Garde, des sables feldspathiques à graviers et galets (Rupélien inférieur continental). Le descriptif de ces couches est détaillé dans  la feuille « no 760 - Juillac » de la carte géologique au 1/50 000 de la France métropolitaine, et sa notice associée.

Carte géologique de La Chapelle-Saint-Jean.

#### Relief et paysages
Le département de la Dordogne se présente comme un vaste plateau incliné du nord-est (491 m, à la forêt de Vieillecour dans le Nontronnais, à Saint-Pierre-de-Frugie) au sud-ouest (2 m à Lamothe-Montravel). L'altitude du territoire communal varie quant à elle entre 204 m au sud, là où le ruisseau de la Chapelle quitte la commune et entre sur celle de Châtres, et 356 m à l'extrême nord, au lieu-dit Puy la Cassade, en limite de la commune de Nailhac.
Dans le cadre de la Convention européenne du paysage entrée en vigueur en France le 1er juillet 2006, renforcée par la loi du 8 août 2016 pour la reconquête de la biodiversité, de la nature et des paysages, un atlas des paysages de la Dordogne a été élaboré sous maîtrise d’ouvrage de l’État et publié en octobre 2020. Les paysages du département s'organisent en huit unités paysagères et 14 sous-unités. La commune est dans l'unité paysagère des « Marges du bassin de Brive », qui correspond à la marge occidentale du bassin de Brive. Elle se caractérise par une succession d’amples vallées, déblayées dans les grès roses et les argiles rouges. Les altitudes s’échelonnent entre 350 et 150 m,.
La superficie cadastrale de la commune publiée par l'Insee, qui sert de référence dans toutes les statistiques, est de 3,70 km2,,. La superficie géographique, issue de la BD Topo, composante du Référentiel à grande échelle produit par l'IGN, est quant à elle de 3,89 km2.

### Hydrographie

#### Réseau hydrographique

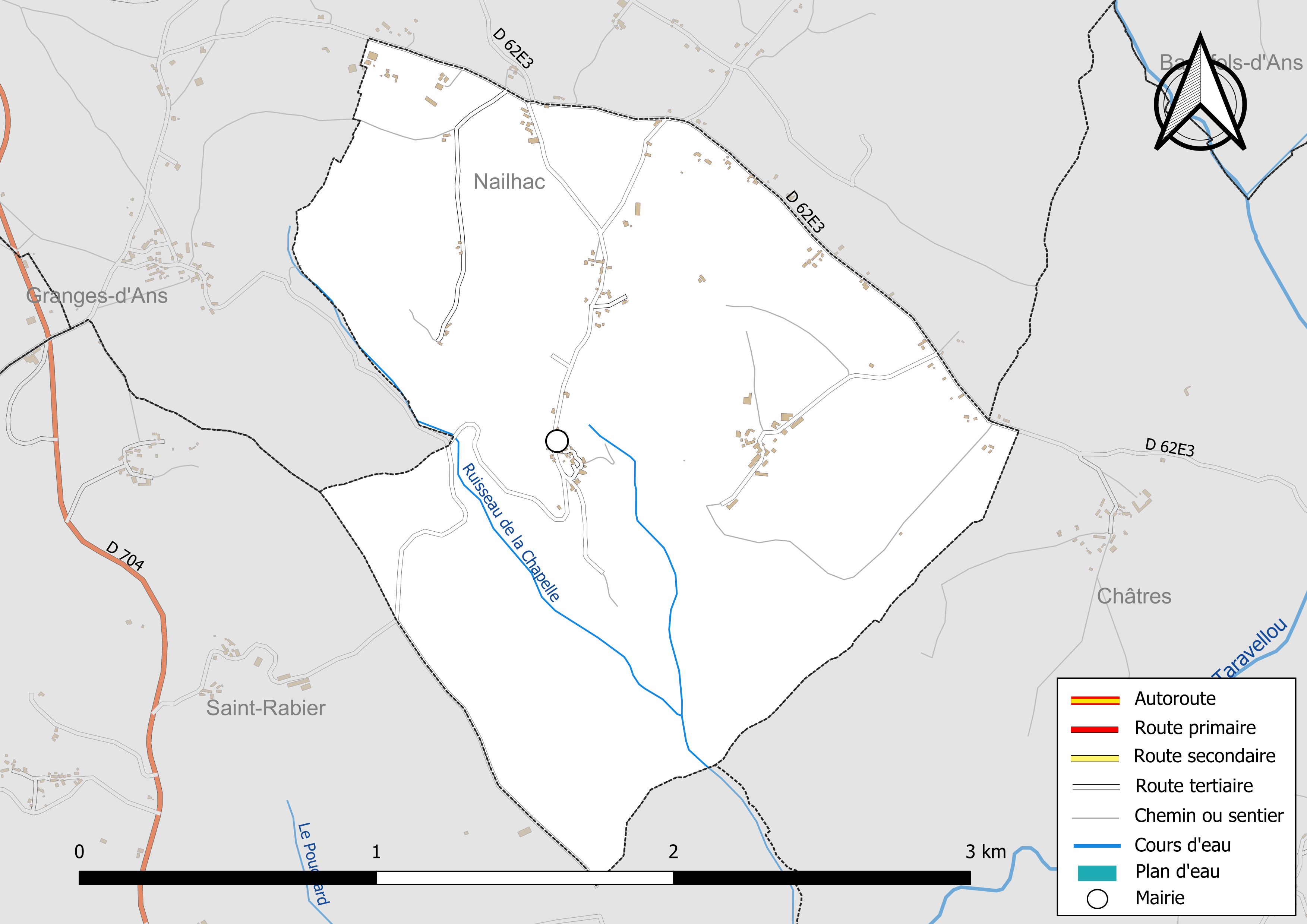
Réseaux hydrographique et routier de la Chapelle-Saint-Jean.

La commune est située dans le bassin de la Dordogne au sein du Bassin Adour-Garonne. Elle est drainée par le ruisseau de la Chapelle et par un petit cours d'eau, qui constituent un réseau hydrographique de 3,5 km de longueur totale,.
Le ruisseau de la Chapelle, affluent de rive droite du Taravellou, arrose l'ouest de la commune sur plus de deux kilomètres, servant sur 800 mètres de limite naturelle avec Nailhac.

#### Gestion et qualité des eaux
Le territoire communal est couvert par le schéma d'aménagement et de gestion des eaux (SAGE) « Vézère-Corrèze ». Ce document de planification, dont le territoire regroupe les bassins versants de la Vézère et de la Corrèze, d'une superficie de 3 730 km2 est en cours d'élaboration. La structure porteuse de l'élaboration et de la mise en œuvre est le conseil départemental de la Corrèze. Il définit sur son territoire les objectifs généraux d’utilisation, de mise en valeur et de protection quantitative et qualitative des ressources en eau superficielle et souterraine, en respect des objectifs de qualité définis dans le troisième SDAGE  du Bassin Adour-Garonne qui couvre la période 2022-2027, approuvé le 10 mars 2022.
La qualité des eaux de baignade et des cours d’eau peut être consultée sur un site dédié géré par les agences de l’eau et l’Agence française pour la biodiversité.

### Climat
Pour des articles plus généraux, voir Climat de la Nouvelle-Aquitaine et Climat de la Dordogne.
Historiquement, la commune est exposée à un climat océanique aquitain.  
En 2020, Météo-France publie une typologie des climats de la France métropolitaine dans laquelle la commune est exposée à un climat océanique altéré et est dans la région climatique  Ouest et nord-ouest du Massif Central, caractérisée par une pluviométrie annuelle de 900 à 1 500 mm, maximale en automne et en hiver.
Pour la période 1971-2000, la température annuelle moyenne est de 11,5 °C, avec  une amplitude thermique annuelle de 16 °C. Le cumul annuel moyen de précipitations est de 1 051 mm, avec 13,1 jours de précipitations en janvier et 7,8 jours en juillet. Pour la période 1991-2020, la température moyenne annuelle observée sur la station météorologique la plus proche, située sur la commune de Thenon à 10 km à vol d'oiseau, est de 12,9 °C et le cumul annuel moyen de précipitations est de 907,1 mm,. Pour l'avenir, les paramètres climatiques de la commune estimés pour 2050 selon différents scénarios d’émission de gaz à effet de serre sont consultables sur un site dédié publié par Météo-France en novembre 2022.

## Urbanisme

### Typologie
Au 1er janvier 2024, La Chapelle-Saint-Jean est catégorisée commune rurale à habitat très dispersé, selon la nouvelle grille communale de densité à 7 niveaux définie par l'Insee en 2022.
Elle est située hors unité urbaine et hors attraction des villes,.

### Occupation des sols
L'occupation des sols de la commune, telle qu'elle ressort de la base de données européenne d’occupation biophysique des sols Corine Land Cover (CLC), est marquée par l'importance des territoires agricoles (59,9 % en 2018), une proportion identique à celle de 1990 (59,9 %). La répartition détaillée en 2018 est la suivante : 
zones agricoles hétérogènes (59,3 %), forêts (40,1 %), prairies (0,6 %). L'évolution de l’occupation des sols de la commune et de ses infrastructures peut être observée sur les différentes représentations cartographiques du territoire : la carte de Cassini (XVIIIe siècle), la carte d'état-major (1820-1866) et les cartes ou photos aériennes de l'IGN pour la période actuelle (1950 à aujourd'hui).

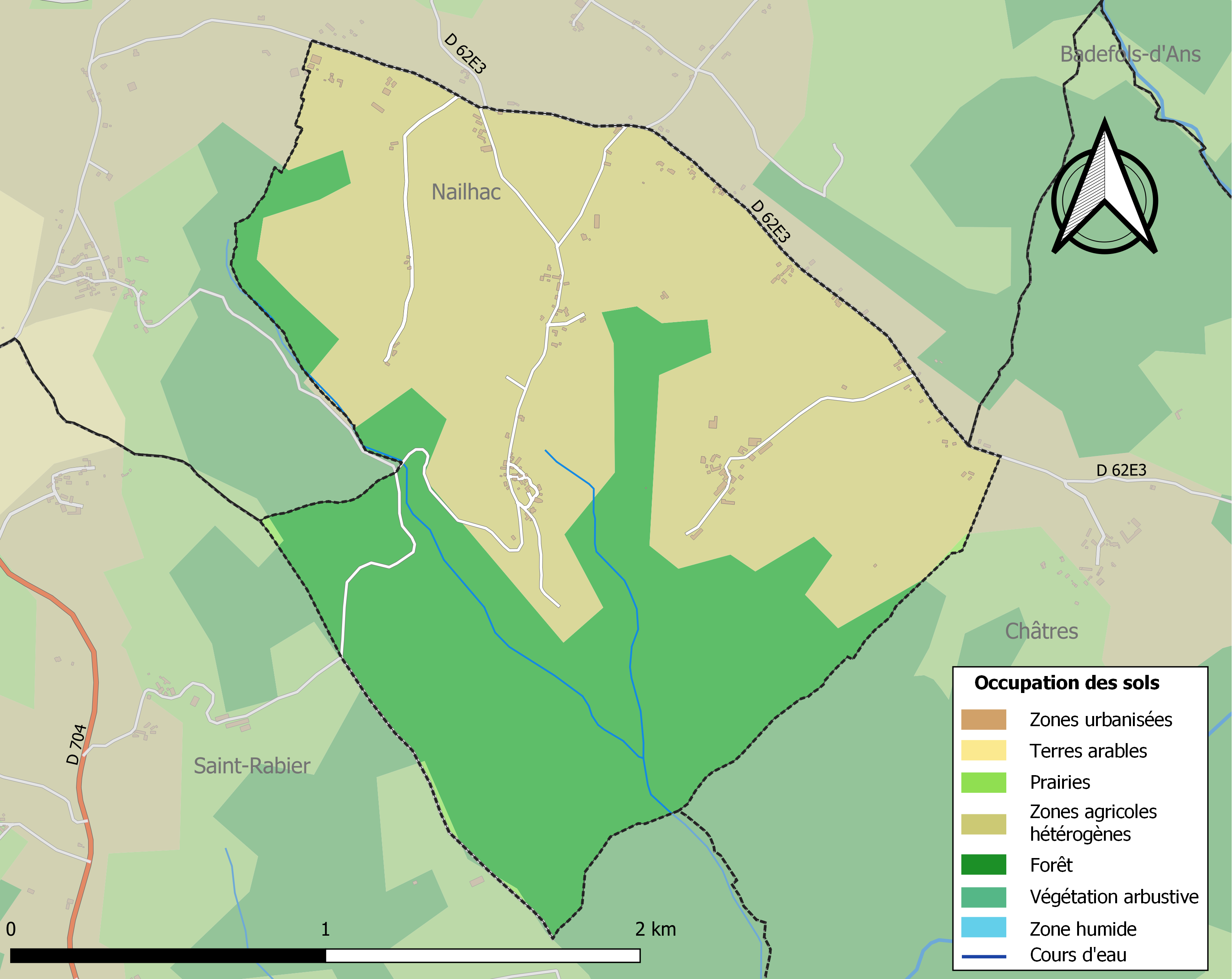
Carte des infrastructures et de l'occupation des sols de la commune en 2018 (CLC).

### Villages, hameaux et lieux-dits
Outre le bourg de La Chapelle-Saint-Jean proprement dit, la commune se compose d'autres villages ou hameaux :
- Beaulieu
- Belvédère
- le Bigue
- Chanteranne
- le Maine
- Maratoux
- Moulin à Vent
- Puy la Cassade
- le Reclaud
- le Vignaud.

### Prévention des risques
Le territoire de la commune de La Chapelle-Saint-Jean est vulnérable à différents aléas naturels : météorologiques (tempête, orage, neige, grand froid, canicule ou sécheresse), feux de forêts et séisme (sismicité très faible). Un site publié par le BRGM permet d'évaluer simplement et rapidement les risques d'un bien localisé soit par son adresse soit par le numéro de sa parcelle.
La Chapelle-Saint-Jean est exposée au risque de feu de forêt. L’arrêté préfectoral du 14 mars 2013 fixe les conditions de pratique des incinérations et de brûlage dans un objectif de réduire le risque de départs d’incendie. À ce titre, des périodes sont déterminées : interdiction totale du 15 février au 15 mai et du 15 juin au 15 octobre, utilisation réglementée du 16 mai au 14 juin et du 16 octobre au 14 février. En septembre 2020, un plan inter-départemental de protection des forêts contre les incendies (PidPFCI) a été adopté pour la période 2019-2029,.

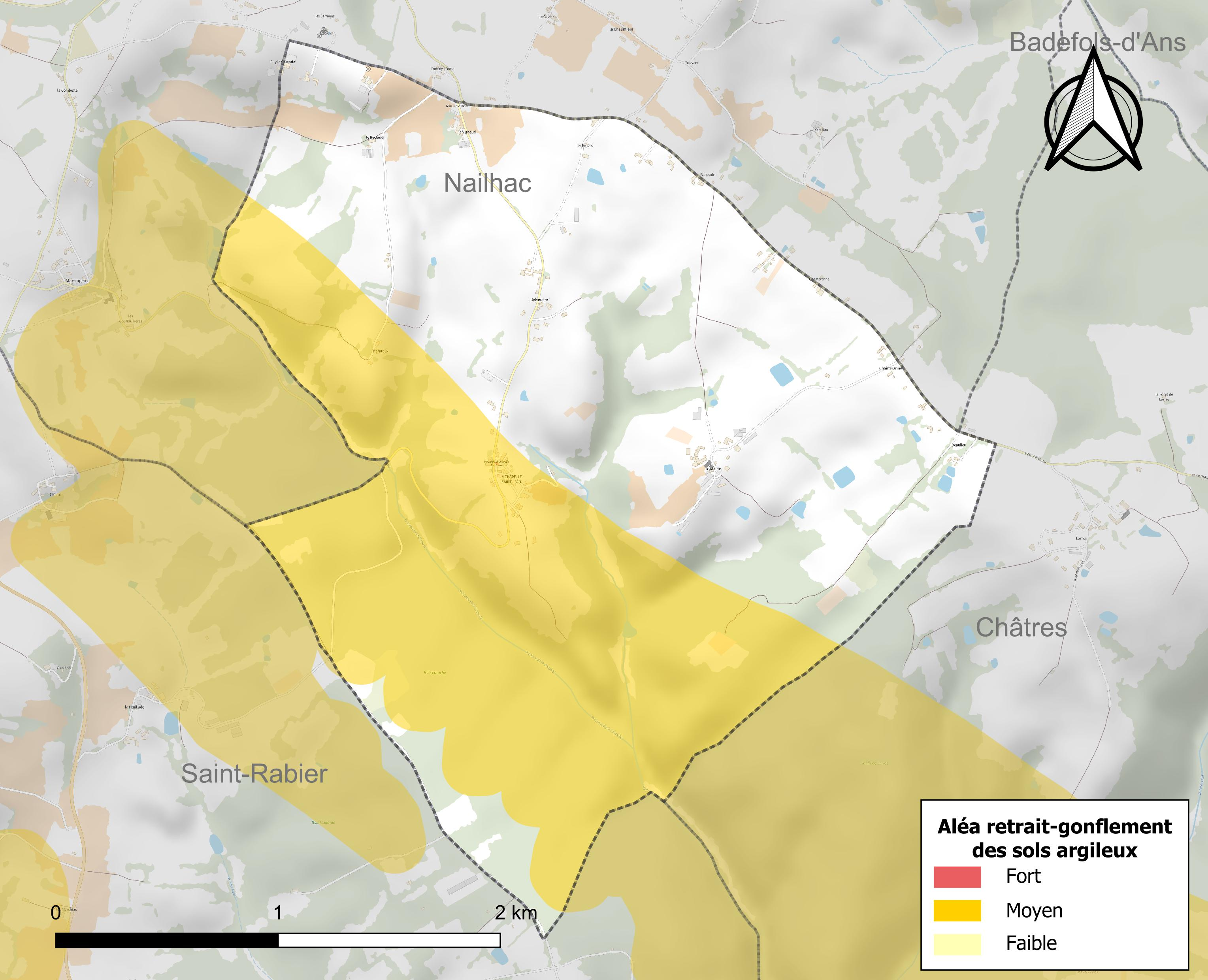
Carte des zones d'aléa retrait-gonflement des sols argileux de La Chapelle-Saint-Jean.

Le retrait-gonflement des sols argileux est susceptible d'engendrer des dommages importants aux bâtiments en cas d’alternance de périodes de sécheresse et de pluie. 41,9 % de la superficie communale est en aléa moyen ou fort (58,6 % au niveau départemental et 48,5 % au niveau national métropolitain). Depuis le 1er octobre 2020, en application de la loi ÉLAN, différentes contraintes s'imposent aux vendeurs, maîtres d'ouvrages ou constructeurs de biens situés dans une zone classée en aléa moyen ou fort,.
La commune a été reconnue en état de catastrophe naturelle au titre des dommages causés par les inondations et coulées de boue survenues en 1982, 1983 et 1999 et par des mouvements de terrain en 1999.

## Toponymie
Le nom du lieu fait référence à saint Jean Baptiste. Le mot « chapelle » est issu de l'occitan capèla, et correspond à une église non paroissiale.
En occitan limousin, la commune porte le nom de La Chapela Sent Joan.
Les habitants de la commune se nomment les Chapelais et les Chapelaises.

## Histoire
Sur le territoire communal ont été découverts un gisement préhistorique et des traces d'une fortification gallo-romaine, le « camp de César »,.
La première mention écrite connue du lieu se rapporte à son église sous la forme Ecclesia Sancti Johannis et remonte à l'an 1120, dans une bulle du pape Calixte II qui précise que Saint-Jean près Châtres dépend de l'abbaye de Tourtoirac.
Au cours de la période de la Convention nationale (1792-1795), la commune a porté le nom révolutionnaire de La Montagne.

## Politique et administration

### Rattachements administratifs et électoraux
La commune de La Chapelle-Saint-Jean a, dès 1790, été rattachée au canton d'Orse qui dépendait du district d'Excideuil. Les districts sont supprimés en 1795 et le canton d'Orse en 1801. La commune est alors rattachée au canton de Hautefort, lui-même dépendant de l'arrondissement de Périgueux.
Dans le cadre de la réforme de 2014 définie par le décret du 21 février 2014, ce canton disparaît aux élections départementales de mars 2015. La commune est alors rattachée électoralement au canton du Haut-Périgord Noir.
En 2017, La Chapelle-Saint-Jean est rattachée à l'arrondissement de Sarlat-la-Canéda,.

### Intercommunalité
Au 1er janvier 1995, La Chapelle-Saint-Jean intègre dès sa création la communauté de communes du Pays de Hautefort. Celle-ci disparaît le 31 décembre 2013, remplacée au 1er janvier 2014 par une nouvelle intercommunalité élargie, la communauté de communes du Terrassonnais en Périgord noir Thenon Hautefort, renommée communauté de communes Terrassonnais Haut Périgord Noir en octobre 2021.

### Administration municipale
La population de la commune étant inférieure à 100 habitants au recensement de 2017, sept conseillers municipaux ont été élus en 2020,.

### Liste des maires

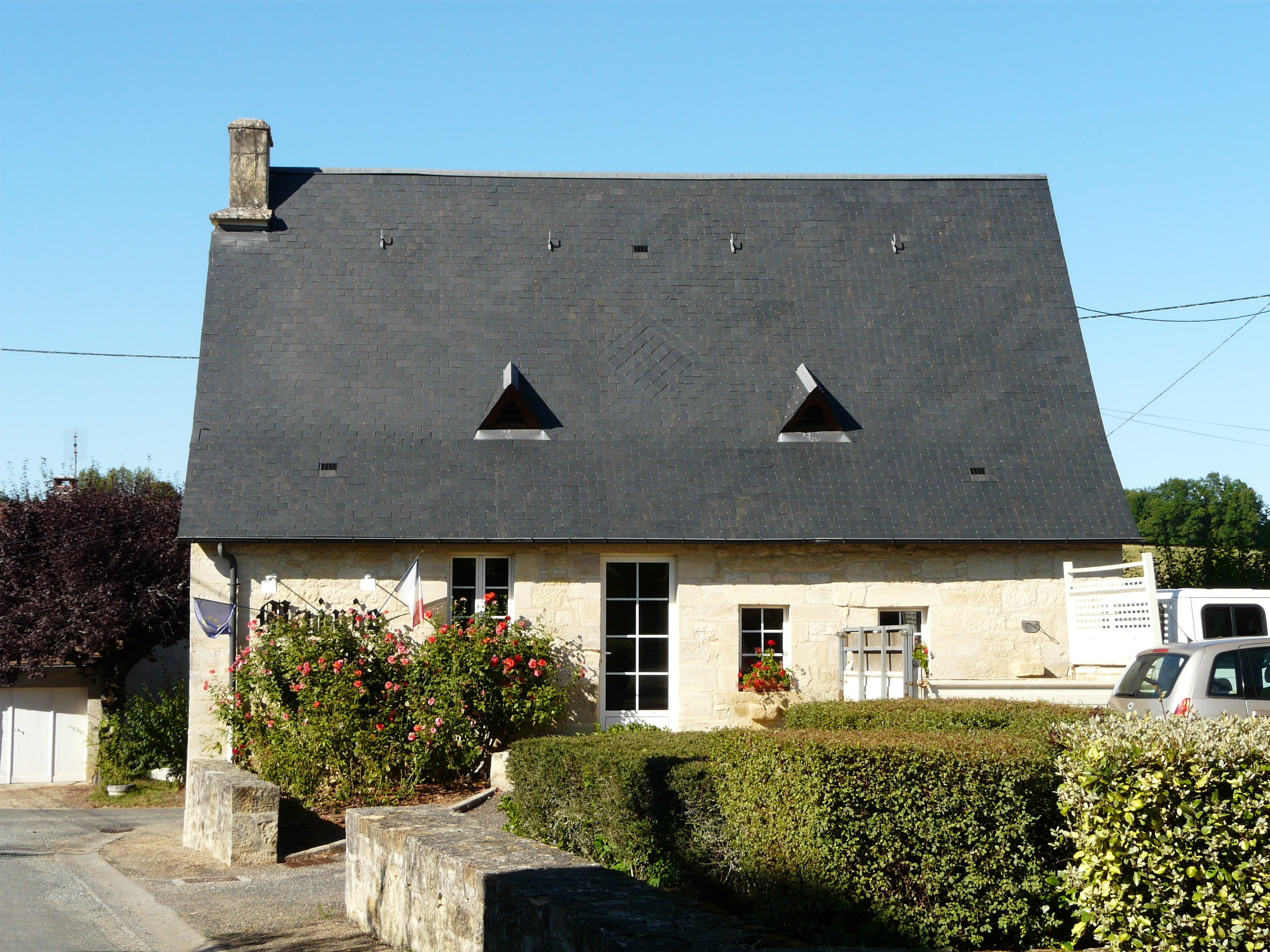
La mairie.

| Période                                  | Période  | Identité      | Étiquette | Qualité    |
| ---------------------------------------- | -------- | ------------- | --------- | ---------- |
| Les données manquantes sont à compléter. |          |               |           |            |
|                                          |          |               |           |            |
| mai 1977 (réélu en mai 2020)             | En cours | Daniel Boutot | SE        | Enseignant |

## Équipements et services publics

### Enseignement
Début 2025, La Chapelle-Saint-Jean est organisée en regroupement pédagogique intercommunal (RPI) avec onze autres communes au niveau des classes de primaire.
- Cherveix-Cubas accueille les enfants en cours moyen 2e année.
- Hautefort dispose de quatre autres classes, depuis l'école maternelle jusqu'au cours moyen 1re année.

### Justice
Dans le domaine judiciaire, La Chapelle-Saint-Jean relève : 
- du tribunal judiciaire, du tribunal pour enfants, du conseil de prud'hommes et du tribunal de commerce de Périgueux ;
- du pôle Nationalité du tribunal judiciaire de Périgueux (compétent uniquement dans le domaine de la nationalité) ;
- de la cour d'appel, du tribunal administratif et de la  cour administrative d'appel de Bordeaux.

## Population et société

### Démographie
L'évolution du nombre d'habitants est connue à travers les recensements de la population effectués dans la commune depuis 1793. Pour les communes de moins de 10 000 habitants, une enquête de recensement portant sur toute la population est réalisée tous les cinq ans, les populations de référence des années intermédiaires étant quant à elles estimées par interpolation ou extrapolation. Pour la commune, le premier recensement exhaustif entrant dans le cadre du nouveau dispositif a été réalisé en 2006.

En 2022, la commune comptait 84 habitants, en évolution de −7,69 % par rapport à 2016 (Dordogne : +0,37 %, France hors Mayotte : +2,11 %).
| 1793 | 1800 | 1806 | 1821 | 1831 | 1836 | 1841 | 1846 | 1851 |
| ---- | ---- | ---- | ---- | ---- | ---- | ---- | ---- | ---- |
| 128  | 94   | 135  | 105  | 149  | 151  | 154  | 154  | 157  |

| 1856 | 1861 | 1866 | 1872 | 1876 | 1881 | 1886 | 1891 | 1896 |
| ---- | ---- | ---- | ---- | ---- | ---- | ---- | ---- | ---- |
| 143  | 164  | 181  | 171  | 163  | 193  | 193  | 169  | 184  |

| 1901 | 1906 | 1911 | 1921 | 1926 | 1931 | 1936 | 1946 | 1954 |
| ---- | ---- | ---- | ---- | ---- | ---- | ---- | ---- | ---- |
| 180  | 169  | 162  | 123  | 139  | 121  | 120  | 113  | 89   |

| 1962 | 1968 | 1975 | 1982 | 1990 | 1999 | 2006 | 2011 | 2016 |
| ---- | ---- | ---- | ---- | ---- | ---- | ---- | ---- | ---- |
| 98   | 67   | 62   | 74   | 69   | 62   | 75   | 91   | 91   |

| 2021 | 2022 | - | - | - | - | - | - | - |
| ---- | ---- | - | - | - | - | - | - | - |
| 86   | 84   | - | - | - | - | - | - | - |

## Économie

### Emploi
En 2015, parmi la population communale comprise entre 15 et 64 ans, les actifs représentent quarante personnes, soit 43,5 % de la population municipale. Le nombre de chômeurs (sept) a fortement augmenté par rapport à 2010 (un) et le taux de chômage de cette population active s'établit à 17,5 %.

### Établissements
Au 31 décembre 2015, la commune compte six établissements, dont deux dans la construction, deux relatifs au secteur administratif, à l'enseignement, à la santé ou à l'action sociale, et deux dans l'agriculture, la sylviculture ou la pêche.

## Culture locale et patrimoine

### Lieux et monuments

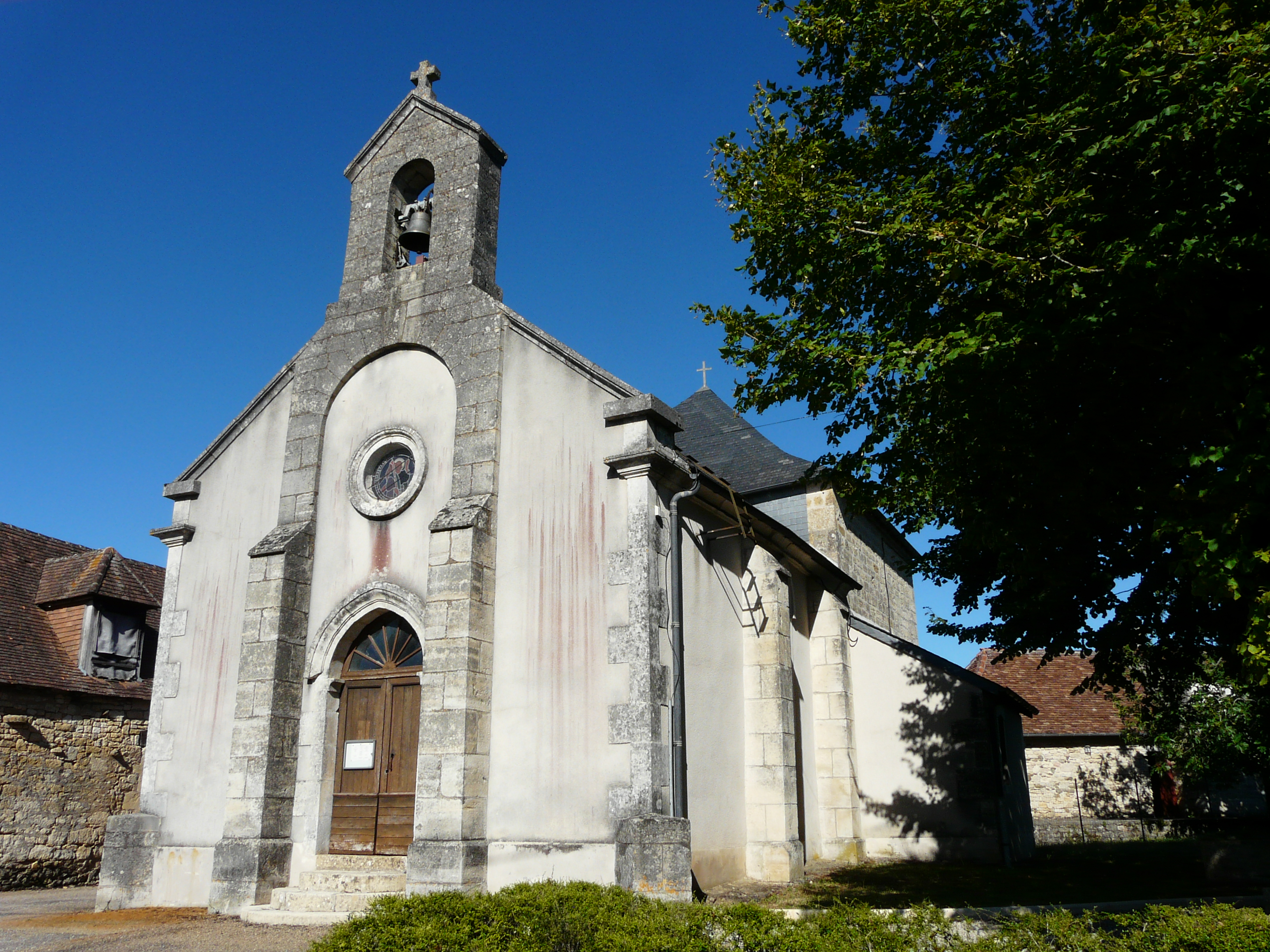
L'église Saint-Jean.

- Église Saint-Jean, dédiée à saint Jean Baptiste[38].

## Pour approfondir